# 南崁大橋
南崁大橋是位於台湾桃園市蘆竹區南崁溪的橋樑，原名忠孝西橋。2017年9月11日改建完成，並網路投票命名為「南崁大橋」，是全台第一座不對稱交叉雙拱橋。2018年桃園燈節中，南崁大橋與鄰近的竹夢橋為其中一個展場。

## 圖集

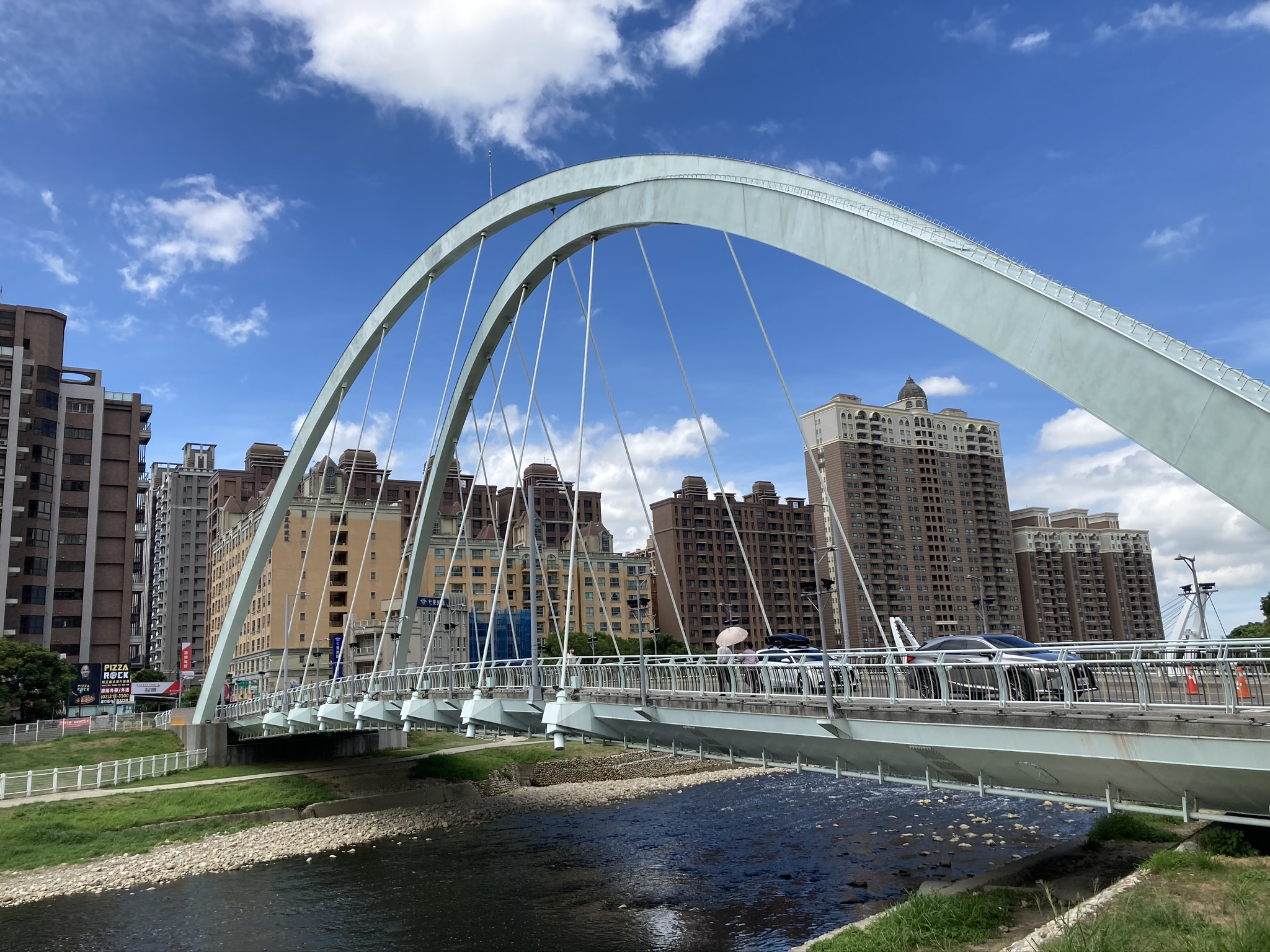
南崁大橋